# (7706) Mien
(7706) Mien ist ein Asteroid des inneren Hauptgürtels, der am 19. März 1993 von Astronomen des La-Silla-Observatoriums der Europäischen Südsternwarte (IAU-Code 808) in Chile im Rahmen der Uppsala-ESO Survey of Asteroids and Comets entdeckt wurde.
Der Himmelskörper wurde am 20. März 2000 nach dem runden Kratersee Mien im südschwedischen Småland in der Provinz Kronobergs län benannt, der durch einen Meteoriteneinschlags vor etwa 121 Millionen Jahren entstand. Der ursprüngliche Einschlagkrater hatte vermutlich einen Durchmesser von ungefähr 9 Kilometern.
Der Asteroid gehört zur Nysa-Gruppe, einer nach (44) Nysa benannten Gruppe von Asteroiden (auch Hertha-Familie genannt, nach (135) Hertha).